# Dirceu Krüger
Dirceu Krüger, conhecido como Flecha Loira (Curitiba, 11 de abril de 1945 — Curitiba, 25 de abril de 2019), foi um futebolista e técnico de futebol brasileiro. Como jogador, atuava como meio-campo.

## Carreira
O jogador nasceu e cresceu na Barreirinha, bairro curitibano de forte presença polonesa e foi ali onde começou a praticar o futebol, no Combate Barreirinha, tradicional clube amador da cidade. Logo após, foi jogar no também clube amador União Ahú.
Iniciou sua carreira profissional em 1963, aos 17 anos, no extinto Britânia Sport Club, no qual atuou até 1966, quando foi comprado pelo Coritiba Foot Ball Club.
No dia 27 de fevereiro de 1966, diante do Grêmio Foot-Ball Porto Alegrense, fez a primeira, de 252 partidas, pela equipe alvi-verde e logo em sua estreia marcou seu primeiro gol com a camisa coxa-branca, empatando a partida no derradeiro minuto. O meio-campista logo se destacou pela velocidade e pelas assistências aos companheiros. Por este clube jogou até encerrar sua carreira em 1976, tendo anotado 58 gols.
O momento mais dramático de sua vida ocorreu no dia 11 de abril de 1970, dia em que completou 25 anos de idade. Durante uma partida contra o Esporte Clube Água Verde, o goleiro Leopoldo, da equipe adversária, chocou-se acidentalmente com o atleta do Coritiba. Em decorrência do acidente, ficou internado durante 70 dias, tendo inclusive recebido a extrema-unção. Após recuperado, retornou a jogar, porem, sem a confiança e a habilidade de antes. Em 1975, num jogo pelo campeonato paranaense, recebeu um toque leve de um adversário no local da cirurgia de 1970, gerando muito dor. Neste dia, chegou a conclusão que o melhor seria a aposentadoria, com apenas 30 anos de idade.
Depois de se aposentar, exerceu diversas funções no clube em que se destacou, chegando inclusive a comandar a equipe principal em 185 ocasiões, sendo a primeira vez, em 1979. Como técnico, esta entre os profissionais que mais comandaram o clube em toda a sua história e como homenagem por tantos anos de serviços prestados, a equipe do Alto da Glória batizou o alojamento das categorias de base com seu nome.

## Homenagem
Em fevereiro de 2016 foi inaugurada uma estátua, em tamanho natural, na frente do Estádio Couto Pereira, em homenagem aos 50 anos de dedicação de Krüger ao Coritiba Foot Ball Club.
Em 2019, a Federação Paranaense de Futebol homenageou Krüger no Campeonato Paranaense batizando com seu nome o segundo turno da competição. A Taça Dirceu Krüger de 2019 foi vencida pelo Athletico Paranaense, numa disputa contra o Coritiba e o clube campeão recebeu das mãos de Dirceu o troféu. Dias após o fim do campeonato, Dirceu Krüger faleceu.

## Morte
Dirceu Kruger morreu em Curitiba no dia 25 de abril de 2019, em virtude de complicações após uma cirurgia de obstrução intestinal, onde houvera recebido alta no dia anterior a sua morte, mas que durante a noite, houve novas complicações.

## Títulos
Coritiba
- Campeonato Paranaense: 1968, 1969, 1971, 1972, 1973, 1974 e 1975
- Torneio do Povo: 1973